# Слобода (Слободское сельское поселение)
Слобода — деревня в Угличском районе Ярославской области России.
В рамках организации местного самоуправления входит в Слободское сельское поселение, в рамках административно-территориального устройства является центром Слободского сельского округа.

## География
Деревня находится в юго-западной части области, на восточной границе города Углича, в зоне хвойно-широколиственных лесов, на левом берегу ручья Улепыш.

### Климат
Климат характеризуется как умеренно континентальный, со сравнительно холодной зимой и относительно тёплым летом. Среднегодовая температура воздуха — 3,2 °C. Средняя температура воздуха самого холодного месяца (января) — −10,8 °C (абсолютный минимум — −46 °C); самого тёплого месяца (июля) — 17,6 °C (абсолютный максимум — 35 °C). Вегетационный период длится около 165—170 дней. Годовое количество атмосферных осадков составляет 600—700 мм, из которых большая часть выпадает в тёплый период. Снежный покров держится в среднем 150 дней.

## Население
| 2007 | 2010 |
| ---- | ---- |
| 43   | ↗85  |

Согласно результатам переписи 2002 года, в национальной структуре населения русские составляли 95 % от всех жителей.

## Инфраструктура
Личное подсобное хозяйство с зоной сельскохозяйственного использования, индивидуальная застройка усадебного типа.

## Транспорт
Остановка общественного транспорта «Высоково».